# ناو کلاس دسترس
کروزر کلاس دسترس (به انگلیسی: Destrées-class cruiser) یک کلاس از کشتی است که طول آن ۹۵ متر (۳۱۱ فوت ۸ اینچ) می‌باشد.